# Bourdon (Luxemburg)
Bourdon is een dorp in de Belgische provincie Luxemburg. Het dorp ligt in Marenne, een deelgemeente van de gemeente Hotton. Bourdon ligt anderhalve kilometer ten noordwesten van het dorpscentrum van Marenne.

## Geschiedenis
Bij de oprichting van de gemeenten werd Bourdon een zelfstandige gemeente, maar deze werd in 1823 weer opgeheven en bij Marenne gevoegd.

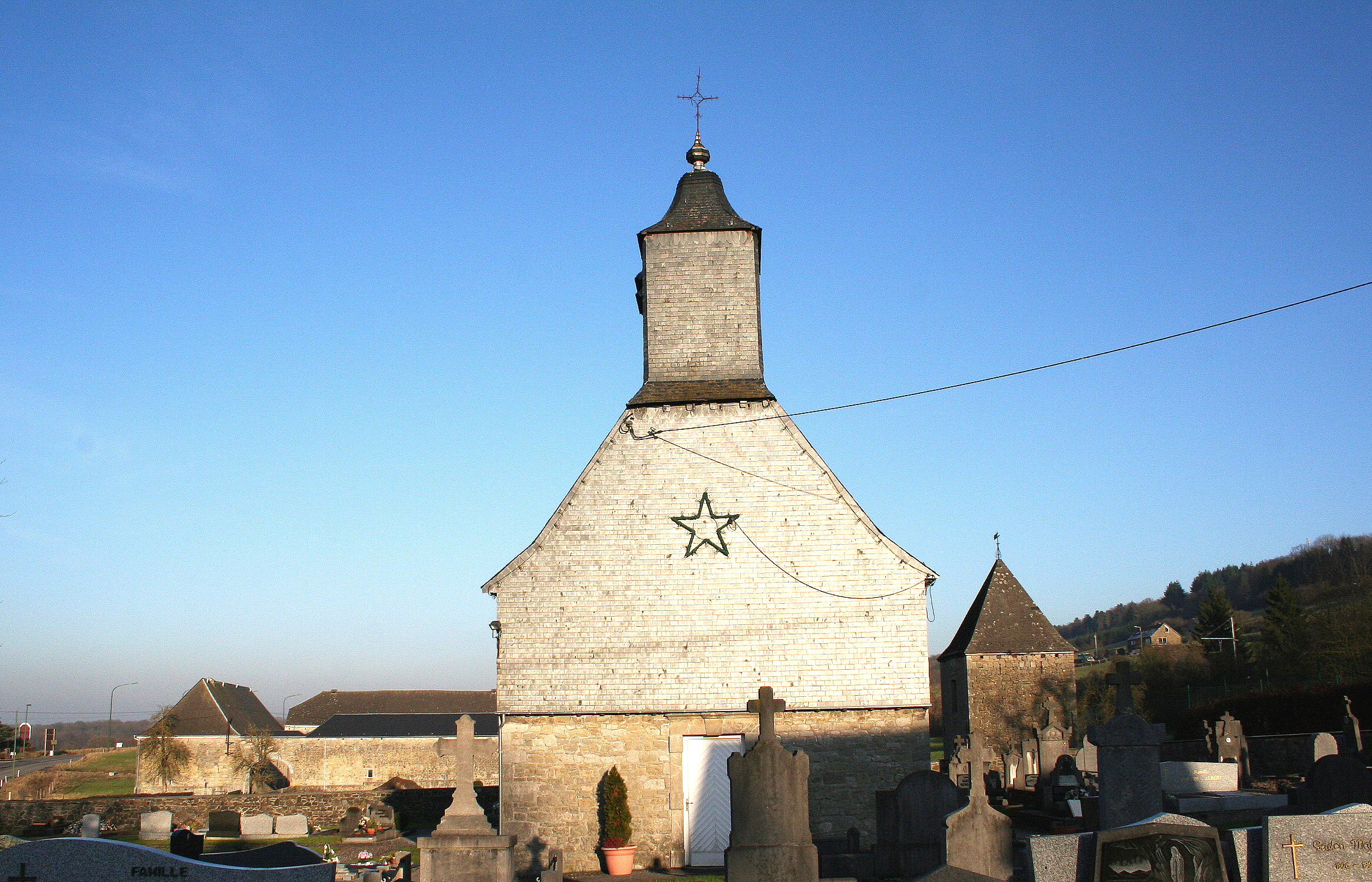
De kerk van Bourdon

Deelgemeenten: Fronville · Hampteau · Hotton · Marenne

Overige dorpen: Bourdon · Deulin · Fasol · Melreux · Menil-Favay · Monville · Monteuville · Ny · Werpin

Belgische gemeenten · Arrondissement Marche-en-Famenne · Luxemburg · Wallonië